# 明久尔
明久尔（Minjur），是印度泰米尔纳德邦Thiruvallur县的一个城镇。总人口23947（2001年）。

## 人口
该地2001年总人口23947人，其中男性12071人，女性11876人；0—6岁人口2484人，其中男1283人，女1201人；识字率77.39%，其中男性为84.07%，女性为70.60%。